# Јевгениј Примаков Млађи
 Јевгеније Александрович Примаков (рус. Евгений Александрович Примаков; Москва, 29. април 1975) руски је новинар и друштвено-политички радник. Руководилац је Росотрудничества –Федералне агенције по пословима Удружења Независних Држава, сународника, емиграната и међународне хуманитарне сарадње од 25. јуна 2020. године.
Депутат је Државне думе Федералног већа Руске федерације VII сазива, члан Фракције „Јединствена Русија“ у Државној думи VII сазива, члан комитета Државне думе за међународне послове (9. септембар 2018. – 25. јуна 2020).

## Биографија
Јевгеније Примаков је унук Јевгенија Максимовича Примакова – научника проучаваоца источњачке културе, некадашњег председника Владе Руске Федерације. У петог години је изгубио оца, који је преминуо од срчане болести. Док је радио за медије, потписивао се псеудонимом „Јевгеније Сандро“ у част свог оца.
Завршио је Историјско-филолошки факултет у Москви 1999. године, на смеру за историју.
Неко време је радио на радију „Ехо Москве“, у Руској новинској агенцији, у новинама „Комерсант-Новац“ (рус. Коммерсантъ-Деньги), објављивао је у „Општим новинама“ (рус. Общая газета).
На телевизији је радио од 2002. године. У почетку је радио на телеканалу ТВС Телеканал као информациони ратни дописник „Новости ТВС“ и „Утисака“ (рус. Итоги). Био је један од новинара телеканала, говорио о рату у Ираку — радио је као дописник у Израелу и Ираку.
У мају 2003. године је напустио ТВС и прешао да ради на телеканалу НТВ. Писао је сценарије за програме „На програму данас“, „Држава и свет (програм) и „Професија и репортер“. Од 2003. до 2005. чешће је радио у Москви, а ређе као специјални извештач на Блиском истоку. У време рада на НТВ у својству дописника је радио на службеним путовањима у Израелу и Палестини, Либији и Ираку. За време службених путовања у Израел и Палестину извештавао је о терористичким актима палестинских екстремистичких организација у израелским градовима.
Од 2005. до 2007. године био је шеф блискоисточног бироа НТВ. У својим репортажава је освешћивао Други либански рат како у самом Либану у зони ратних дејстава, као и на територији Израела. Такође, за време рада на НТВ освешћивао је догађаје на територији Газе, које је направила група ХАМАС, а за извештавање на ове теме награђен је Медаљом за Учесника изванредних хуманитарних операција. Дао је отказ на НТВ-у у јуну 2007. године.
Од јесени 2007. до октобра 2011. године био је дописник Дирекције информационих програма Првог канала у програму „Новости Првог канала“, „Време (телепрограм)“, и „Друге вести“. Од априла 2008. до јануара 2011. године био је шеф бироа „Првог канала“ у Израелу. Повремено је, као сарадник ове телекомпаније радио на службеним путовањима у Либији, у време грађанског рата.
Од 2011. до 2014. године је радио у Управи Врховног комесара за права миграната у Турској  и Јордану. У почетку, 2011-2013, у Турској је био на дужности специјалног саветника за политику по питању миграната у градским условима, а од 2013-2014. – у Јордану, на дужности официра за медије и комуникације у Канцеларији директора за Блиски исток и Северну Африку у Аману.
Водио је независну некомерцијалну организацију „Руска хуманитарна мисија“.
Од марта 2015. до децембра 2020.  – био је аутор и водитељ програма „Међународни осврт“ на телеканалу „Русија-24“.
Постао је члан Државне палате РФ 20. марта 2017. године на 3 године. У мају исте године је постао саветник председника Државне думе Федералног већа Руске Федерације VII сазива за међународна питања и духовне пројекте.
Изабран је за посланика 9. септембра 2018. године на допунским изборима на Државној думи VII сазива на Балашовском једномандатном изборном округу № 165. Био је део комитета за међународне послове, такође и члан Фракције „Јединствене Русије“ у Државној думи VII сазива. Пуномоћја су му престала преласком на други посао.
Указом Председника Руске Федерације Владимира Путина, 25. јуна 2020. године постављен је на место руководиоца Федералне агенције за послове Удружења Независних Држава, сународника, емиграната и за питања међународне хуманитарне сарадње.
На Председничким изборима у Русији 2018. године био је агитатор/поверљиво лице кандидата за председника Русије  Владимира Путина.

## Приватни живот
Ожењен је, има четворо деце.